# Kopystyryn
Kopystyryn (ukr. Копистирин) – wieś na Ukrainie, w obwodzie winnickim, w rejonie żmeryńskim, w hromadzie Szarogród. W 2001 roku liczyła 1000 mieszkańców.
Leżąca pomiędzy rzekami Muszkatiwką, dopływem Muraszki, i Murafą miejscowość znana jest z dwóch bitew, z których pierwsza, pomiędzy Fedkiem Ostrogskim a wodzami Jagiełły miała miejsce 30 listopada 1432, a druga, między armią polską dowodzoną przez królewicza Jana Olbrachta a Tatarami 8–9 września 1487.